# Stanisław Szulmiński
Stanisław Szulmiński (in russo Станислав Александрович Шульминский?; Odessa, 10 luglio 1894 – Uchta, 27 novembre 1941) è stato un presbitero polacco, appartenente alla Società dell'apostolato cattolico della Chiesa cattolica in Ucraina. Vittima delle persecuzioni sovietiche, è considerato dalla Chiesa un martire per la fede ed è servo di Dio.

## Biografia
Nacque a Odessa, nell'Impero russo, da una famiglia nobile di origine polacca. Nel 1917 entrò nel seminario di Žytomyr. Nel 1919 si trasferì in Polonia, dove terminò gli studi nel seminario di Tarnów e venne ordinato sacerdote nel 1923. Nel 1928 entrò nell'ordine dei pallottini.
Nel 1937 fondò, con l'obiettivo di favorire la riconciliazione tra la Chiesa cattolica e la Chiesa ortodossa, una associazione per il futuro apostolato in Unione Sovietica: L'apostolato della riconciliazione. In poco più di un anno l'associazione era formata da un centinaio di persone. Durante la Seconda guerra mondiale fu inviato in Ucraina e, dopo l'incorporazione del territorio con la Repubblica Socialista Sovietica Ucraina il 24 ottobre 1939, fu arrestato e accusato di spionaggio. Il 21 agosto 1940 fu condannato a 5 anni di gulag trascorsi nel campo di Uchta. Nonostante il divieto, esercitò di nascosto le funzioni sacerdotali. Nell'agosto 1941 ottenne l'amnistia ma decise di rimanere. Morì nel gulag tre mesi più tardi, il 27 novembre 1941, a 47 anni.
Nel 2003 la Santa Sede concesse il nihil obstat all'apertura dell'inchiesta diocesana per la causa di beatificazione iniziata il 3 maggio dello stesso anno a San Pietroburgo dalla Conferenza episcopale della Federazione russa insieme a quelle di altri 15 martiri. Nel ruolo di postulatore Henryk Kietiński che lo definì "l'apostolo della riconciliazione".